# Hoplocryptus zoesmairi
Hoplocryptus zoesmairi är en stekelart som först beskrevs av Dalla Torre 1902.  Hoplocryptus zoesmairi ingår i släktet Hoplocryptus och familjen brokparasitsteklar. Inga underarter finns listade i Catalogue of Life.